# Галина Андреадіс
Галина Алісія Андреа́діс (дошлюбне прізвище Минаєва; англ. Halyna Alicia Andreadis; 22 червня 1932, Ставрополь — 28 грудня 2002, Вашингтон) — американська оперна і концертно-камерна співачка (мецо-сопрано).

## Життєпис
Народилася 22 червня 1932 року в місті Ставрополі (нині Російська Федерація). Дитинство провела у Запоріжжі, звідки походила її сім'я. У 1942 році, під час німецько-радянської війни, з батьками виїхала до Баварії. Мешкала в містечку Ашаффенбурзі, де навчалася в українській гімназії, брала участь у шкільних концертах.
З 1949 року — в Аргентині. В Буенос-Айресі закінчила середню школу. Взяла шлюб з українцем Миколою Андреадісом. Протягом 1956—1960 років навчалася у Національній консерваторії Аргентини у класі Аманди Цетери. Водночас студіювала оперний репертуар із диригентом Ферручіо Калусіо. 1959 року дебютувала в оперному театрі «Колон» у Буенос-Айресі, з 1960 року — його солістка. Виступала також в Аргентинському оперному театрі у Ла-Платі, театрі Рівера Індарте у Кордові та інших театрах. У 1960 році стала лауреатом Державного конкурсу камерних співаків у Буенос-Айресі.
Від 1963 року жила в Сполучених Штатах Америки. В 1960-х та 1970-х роках концертувала у Венесуелі, Канаді, США, Англії, Італії й Австралії, брала участь в різних оперних постановках. Також виступала з концертами на американському радіо. 1966 року стала лауреатом конкурсу співаків у Лінці. З 1980 року керувала Українським оперним ансамблем, який пропагував здобутки українського музичного мистецтва у США і Канаді, та єдиною у світі Українською оперною компанією.
Померла у Вашингтоні 28 грудня 2002 року. Похована в Українському національному пам'ятнику-мавзолеї в Сьютленді.

## Творчість
партії
- Графиня Монморансі («Анна Ярославна» Антона Рудницького);
- Марфа («Хованщина» Модеста Мусоргського);
- Мати («Мавра» Ігоря Стравинського);
- Амнеріс, Азучена, Маддалена, Ульріка («Аїда», «Трубадур», «Ріголетто», «Бал-маскарад» Дж. Верді);
- Лола («Сільська честь» П'єтро Масканьї);
- Фрікка («Валькірія» Ріхарда Вагнера).

Протягом 1964—1976 років записала платівки:
- «Світе тихий. Українські солоспіви і дуети» (1964);
- «Українські пісні любові» на YouTube (1972; 12 пісень, серед яких народні, а також твори Олександра Білаша, Віктора Косенка, Остапа Нижанківського, Якова Степового, Кирила Стеценка);
- «Алісія Андреадіс співає „Запорожець за Дунаєм“ із симфонічним оркестром Буенос-Айреса» на YouTube (1972);
- «Білі лебеді» (1976; 11 українських пісень, серед них твори Ігоря Шамо, Олександра Білаша, Платона Майбороди);
- «Алісія Андреадіс — вибрані оперні арії із симфонічним оркестром Буенос-Айреса» (1976);
- «Алісія Андреадіс співає український національний гімн» (1976).

У концертах широко пропагувала твори українських композиторів, зокрема Василя Барвінського, Анатоля Вахнянина, Андрія Гнатишина, Станіслава Людкевича, Бориса Лятошинського, Миколи Лисенка, Кирила Стеценка, Якова Степового), а також — Петра Чайковського, Шарля Сен-Санса, Роберта Шумана, Франца Шуберта та інших.